# Proechimys longicaudatus
Proechimys longicaudatus är en däggdjursart som först beskrevs av Rengger 1830.  Proechimys longicaudatus ingår i släktet Proechimys och familjen lansråttor. IUCN kategoriserar arten globalt som livskraftig. Inga underarter finns listade i Catalogue of Life.
Arten blir 18,7 till 25 cm lång (huvud och bål) och har en 12,1 till 20 cm lång svans. Bakfötterna är 4,1 till 5,5 cm lång och öronen är ungefär 2 cm stora. En tydlig gräns skiljer den kastanjebruna pälsen på ovansidan från den vita pälsen på undersidan. På kroppens sidor kan inslag av orange förekomma. På ovansidan är några hår styva liksom borstar. Svansens ovansida är hos Proechimys longicaudatus mörkare än undersidan. Flera exemplar tappar svansen under livets gång.
Denna gnagare förekommer i centrala Brasilien samt i östra Bolivia och norra Paraguay. Utbredningsområdet ligger 50 till 1000 meter över havet. Arten lever främst i tropiska skogar som kan vara torr eller fuktiga. När några buskar eller träd finns besöker den även savanner och andra gräsmarker. Proechimys longicaudatus kan anpassa sig till landskapsförändringar.
Individerna använder ofta termitstackar och håligheter som skapades av bältdjur som gömställe.